# Dravec a feťák
Dravec a feťák (v anglickém originále The Falcon And The Snowman) je americké filmové drama režiséra Johna Schlesingera z roku 1985. Scénář napsal Steven Zaillian podle knihy Roberta Lindseye The Falcon and the Snowman: A True Story of Friendship and Espionage z roku 1979. Film měl svou americkou premiéru v kině Coronet a dalších dne 25. ledna 1985.

## Skutečný, knižní a filmový příběh
Jde o příběh na základě skutečných událostí z období studené války. Christopher Boyce (Timothy Hutton) se při práci pro CIA dostane k tajným materiálům, které se po rozčarování z odhalených manipulací s australskými volbami rozhodne prodat na sovětskou ambasádu v Mexiku prostřednictvím svého kamaráda z dětství, nespolehlivého drogového dealera Daultona Leeho (Sean Penn).
Skutečný Christopher Boyce byl obviněn ze špionáže a v roce 1977 odsouzen k 40 letům vězení. V roce 1980 uprchl a 19 měsíců pobýval na útěku, než byl znovu dopaden. V roce 1997 si vymohl snížení trestu na 25 let a v září 2003 byl propuštěn. Útěk z vězení zpracoval opět Robert Lindsey do knihy The Flight of the Falcon, z ní už však scénář filmu nečerpá.
Oproti knižní předloze film spíše než o mezinárodní špionáži pojednává o lidských charakterech, o druhořadosti vládních úředníků a o společnosti, která zrodila Boyce a Leeho.

## Postavy a obsazení
| Timothy Hutton     | Christopher „Chris“ Boyce                          |
| Sean Penn          | Daulton Lee, Chrisův kamarád z dětství             |
| David Suchet       | Alex, sovětský kontaktní agent                     |
| Lori Singerová     | Lana, Chrisova přítelkyně                          |
| Pat Hingle         | pan Charlie Boyce, bývalý agent FBI a Chrisův otec |
| Dorian Harewood    | Gene, Chrisův kolega z RTX                         |
| Richard Dysart     | dr. Lee, Daultonův otec                            |
| Mady Kaplanová     | Laurie, Chrisův kolegyně z RTX                     |
| Macon McCalman     | Larry Rogers, Chrisův nadřízený z RTX              |
| Boris Leskin       | Michail, sovětský agent                            |
| George C. Grant    | Karpov, sovětský agent                             |
| Jennifer Runyonová | Carole                                             |
| Joyce Van Patten   | paní Boyceová, Chrisova matka                      |
| Priscilla Pointer  | paní Leeová, Daultonova matka                      |
| Chris Makepeace    | David Lee, Daultonův bratr                         |

## České uvedení
Do českých videopůjčoven uvedla film od 1. ledna 1992 na VHS společnost Interama. Česká televize jej uvedla poprvé 10. října 1998 na programu ČT1 s podílem sledovanosti 7,25 %.
Zajímavostí je, že byl v říjnu 2006 mezi prvními filmy, s nimiž spustila svůj provoz satelitní středoevropská mutace amerického televizního kanálu MGM Channel. Postavu Christophera Boyce pro ni nadaboval Petr Gelnar a jeho otce Petr Oliva, Daultona Leeho Jan Kalous a Alexe Marcel Vašinka.

## Soundtrack
Společnost EMI vydala filmový soundtrack se skladbami Pata Methenyho a Lylea Mayse, které nahrála fusion kapela Pat Metheny Group ve spolupráci s Davidem Bowiem, s londýnským sborem Ambrosian Singers a Národním filharmonickým orchestrem.